# Die Lupe (Braunschweig)

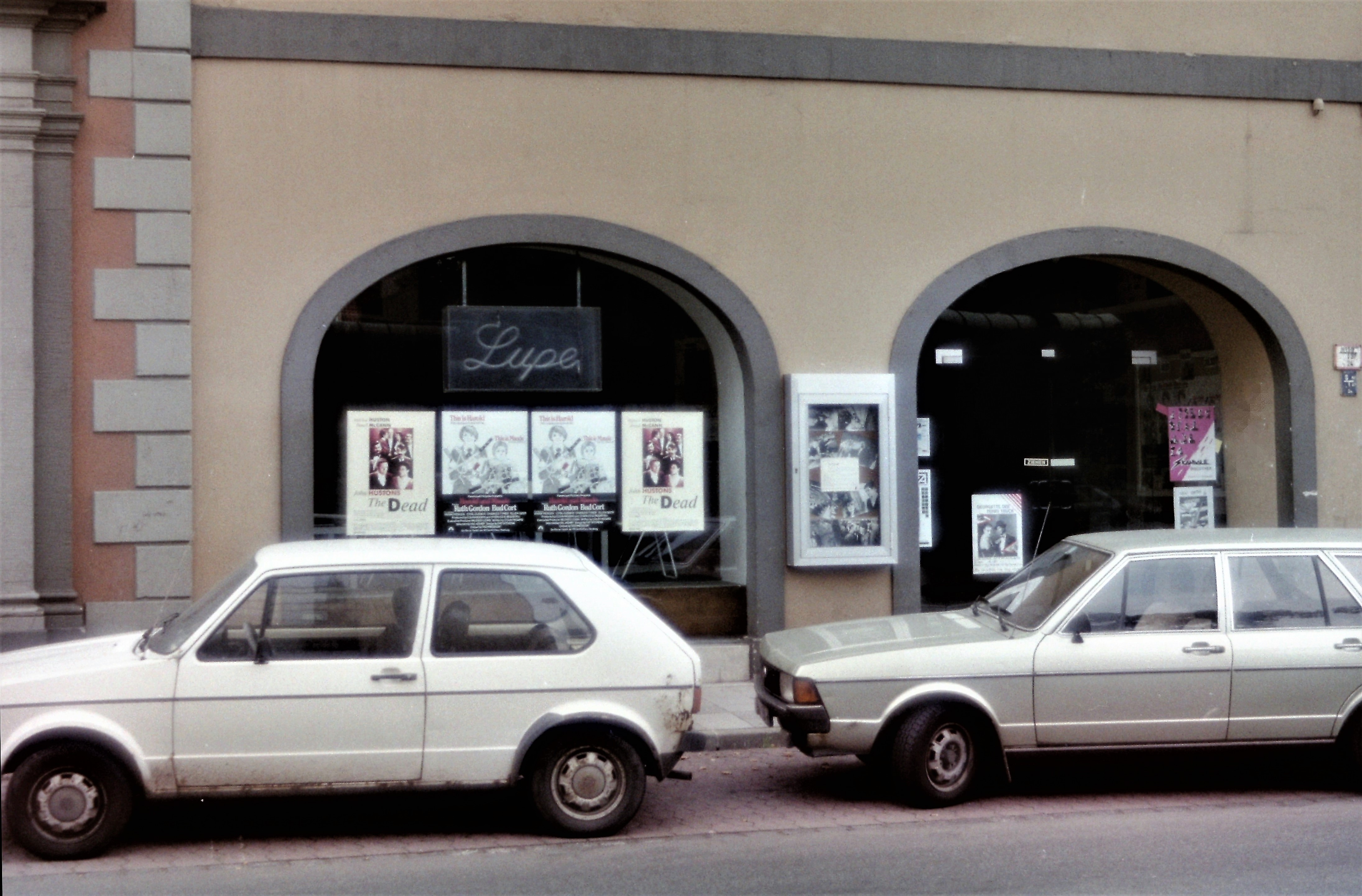
Ehemalige „Lupe“ (1987)

Die Lupe, meist nur Lupe genannt, war ein Programmkino in Braunschweig, das von 1949 bis April 2003 bestand.

## Geschichte
Das Kino wurde 1949 in der Gördelingerstraße 7 unter dem Namen „Regina“ eröffnet und hatte ursprünglich 504 Sitze. Das Gebäude Gördelingerstraße 7 entstand zwischen 1715 und 1720 als Messehaus und wird dem Barock-Architekten Hermann Korb zugeschrieben. Es wurde 1944, während des Zweiten Weltkrieges, schwer beschädigt und zwischen 1947 und 1950 wieder aufgebaut. Am 1. Januar 1965 folgte die Umbenennung des Kinos in „Studio für Filmkunst“. 1966 erhielt das Kino den Preis der Gilde deutscher Filmkunsttheater für seine „ausgezeichnete Programmgestaltung“, worauf der Name des Kinos in „Regina – Studio für Filmkunst“ umgewandelt wurde. In der Folge bemühte man sich ab Ende 1967 besonders um junge Kinogänger zwischen 9 und 14 Jahren, für die im Rahmen des vom Institut für Film und Bild in Wissenschaft und Unterricht entwickelten „Kuno“-Programms, geeignete Filme aufgeführt wurden.
Im Januar 1973 wurde das „Regina“ von der „Neue Filmkunst Walter Kirchner“ aus Göttingen übernommen, die bereits zehn „Lupe“-Kinos in Deutschland betrieb. Das Braunschweiger Kino war das elfte und führte ab 1974 den Namen „Die Lupe“. Das neue Konzept bestand beispielsweise in gedruckten monatlichen Programmen, Aufführung von Filmen in Originalfassungen, schnellem Filmwechsel sowie in der Aufführung verschiedener Filme am selben Tag zu unterschiedlichen Zeiten. 1982 übernahm der Unternehmer Hans-Joachim Flebbe die „Lupe“. Es folgten weitere Kinozukäufe in Braunschweig und anderen Städten (Cinemaxx).
Den Kinobetreibern gelang es über lange Jahre qualitativ hochwertige Filme zu zeigen und dazu eine Anzahl international bekannter Filmschauspieler und -Regisseure zu Vorstellungen in die „Lupe“ zu holen, so auch: Detlev Buck, André Eisermann, Peter Fonda (der zur Vorführung seines Films Peppermint Frieden kam), Nicolette Krebitz, Jack Palance, Jürgen Prochnow, Marianne Sägebrecht (kam zu Out of Rosenheim), Tom Tykwer und Jürgen Vogel.
Ende April 2003 wurde „Die Lupe“ nach 54 Jahren wegen Unrentabilität geschlossen. Im ehemaligen „Lupe“-Gebäude befindet sich seit Mitte 2003 die „Komödie am Altstadtmarkt“.